# Martignas-sur-Jalle
Martignas-sur-Jalle é uma comuna francesa na região administrativa da Nova Aquitânia, no departamento da Gironda. Estende-se por uma área de 26,41 km². Em 2010 a comuna tinha 7 626 habitantes (densidade: 288,8 hab./km²).